# Hymenomima occulta
Hymenomima occulta är en fjärilsart som beskrevs av William Schaus 1901. Hymenomima occulta ingår i släktet Hymenomima och familjen mätare. Inga underarter finns listade i Catalogue of Life.